# Alpha Trianguli
α Trianguli (Alpha Trianguli, α Tri) ist ein Stern der Spektralklasse F6 mit einer scheinbaren Helligkeit von 3,4 mag im Sternbild Triangulum. Er ist 63 Lichtjahre von der Erde entfernt.
Der Stern trägt die historischen Eigennamen Metallah, Elmuthalleth oder Mothallah (aus arabisch رأس المثلث, DMG raʾs al-muṯallaṯ ‚Spitze des Dreiecks‘) sowie Caput Trianguli (lat. "Kopf des Dreiecks").
Die IAU hat am 21. August 2016 den historischen Eigennamen Mothallah als standardisierten Eigennamen für diesen Stern festgelegt.